# Xiadingjia (köpinghuvudort i Kina, Shandong Sheng, lat 37,54, long 120,49)
Xiadingjia (kinesiska: 下丁家, 下丁家镇) är en köpinghuvudort i Kina. Den ligger i provinsen Shandong, i den östra delen av landet, omkring 330 kilometer öster om provinshuvudstaden Jinan. Antalet invånare är 15 534. Befolkningen består av 7 640 kvinnor och 7 894 män. Barn under 15 år utgör 10,0 %, vuxna 15-64 år 78 %, och äldre över 65 år 10,0 %.
Runt Xiadingjia är det tätbefolkat, med 459 invånare per kvadratkilometer. Närmaste större samhälle är Donglai, 12,3 km norr om Xiadingjia. Trakten runt Xiadingjia består till största delen av jordbruksmark.
Genomsnittlig årsnederbörd är 747 millimeter. Den regnigaste månaden är juli, med i genomsnitt 283 mm nederbörd, och den torraste är januari, med 11 mm nederbörd.